# Паллавичини, Изабелла
Изабелла Паллавичини (итал. Isabella Pallavicini; ум. 1286) — маркиза Бодоницы с не позднее чем 1278 года.

## Биография
Дочь Гвидо Паллавичини — первого маркиза Бодоницы, и его жены Сибиллы, происхождение которой не выяснено (возможно, её отец был родом из Бургундии).
Поскольку старшая сестра Изабеллы вышла замуж в 1238 году, то можно судить, что сама она родилась между 1225 и 1228 годами или позже.
Не ранее 1264 и не позднее 1278 года наследовала своему брату маркизу Бодоницы Убертино, которому в феврале 1264 г. достались итальянские владения умершей сестры Мабиллы, жены Аццо VII д'Эсте, (в районе Пармы).
Согласно Карлу Хопфу, её мужем был французский дворянин Антуан ле Фламенк. О детях ничего не известно.
Изабелла умерла в 1286 году. Её муж пытался сохранить Бодоницу за собой, но её захватил Томмазо Паллавичини (ум. 1290/1300) — двоюродный брат маркизы. Вероятно, это получилось из-за того, что вышеуказанный Антуан ле Фламенк находился в очень преклонном по тем временам возрасте (если он был старше покойной супруги, то ему было не менее 60 лет).
Мужа Изабеллы Антуана ле Фламенка часто путают с его полным тёзкой — сеньором Кардитцы в Беотии, умершим в 1313 г. Хронологически они не могут быть одним и тем же человеком.
По мнению Оскара Шульц-Гора, Изабелла Паллавичини была женщиной-трубадуром, известной под именем Изабелла.